# Sint-Annakerk (Brugge)
De Sint-Annakerk is een katholieke kerk in de wijk en parochie Sint-Anna in Brugge. Ze werd in het begin van de 17e eeuw herbouwd en wat betreft het interieur in typische barokstijl aangekleed. Moeder Anna is de patrones van de kerk.

## Geschiedenis
In 1496 werd het herenhuis "Hof ter Vere" aangekocht en omgebouwd tot een eenbeukige hulpkerk, die in 1497 gewijd werd. In 1506-1507 kwam er een uitbreiding. In 1516 werd ze verbouwd tot een driebeukig gebedshuis. Na de beeldenstorm werd ze in 1580 verkocht en gedeeltelijk gesloopt. In 1611 kwam er een nieuwe kerk boven op het puin van de voorgaande. In 1621 werd ze ingewijd. Vanwege schaarste aan materiaal werd de nieuwe kerk een eenbeukige gotische kerk. Eind 17de eeuw werd ze verbouwd van een laatgotisch tot een barok gebouw, wat het meest opvalt binnenin de kerk. Gulle schenkers zorgden voor een rijkelijke inkleding, wat de kerk de bijnaam "salonkerk van Brugge" bezorgde.
Sinds 1956 staat de kerk als beschermd gebouw op de monumentenlijst.

## Interieur
Linksachter in de kerk geeft een gotisch deurtje toegang tot de armendis of dismeestersbank uit 1688. Armen uit de wijk konden daar op bepaalde dagen goederen of penningen ontvangen. Tot in de Eerste Wereldoorlog kwamen er nog armen langs. De Sint-Annawijk was een van de armste van Brugge.
De doopvont heeft een schelpvorm. Het koperen deksel is van 1630. De biechtstoelen dateren uit de tweede helft van de 18e eeuw.
Het orgel in de kerk is van het jaar 1707 en werd gemaakt door Jacob Van Eynde. In de 19e eeuw werden de pijpen aangepast door Louis Hooghuys.

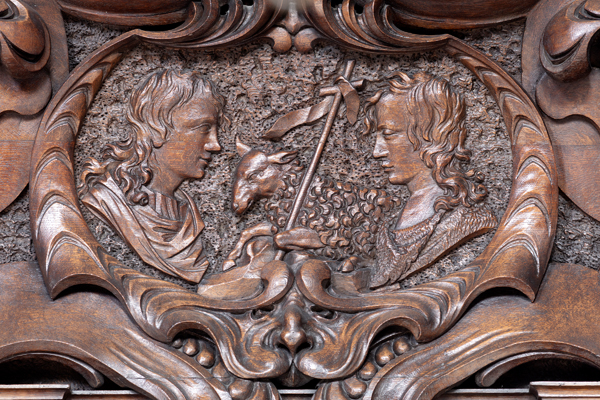
Biechtstoel (detail)
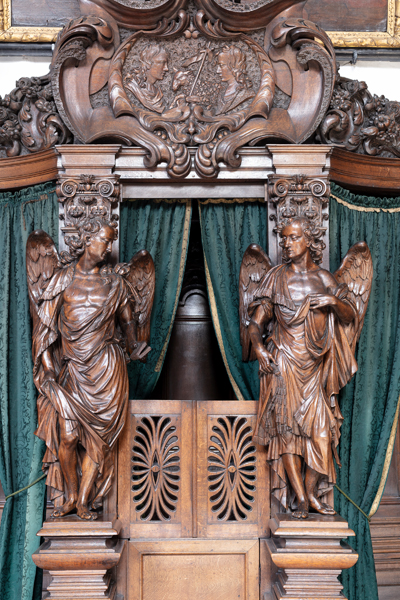
Biechtstoel
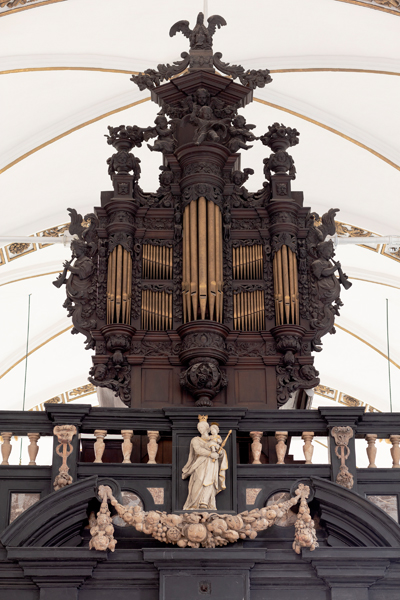
Orgel
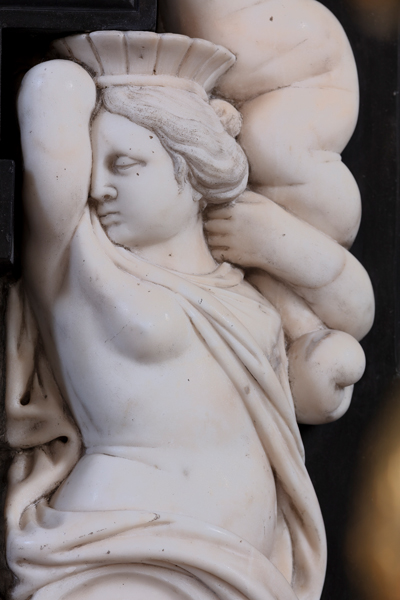
Cornelis Gailliaert
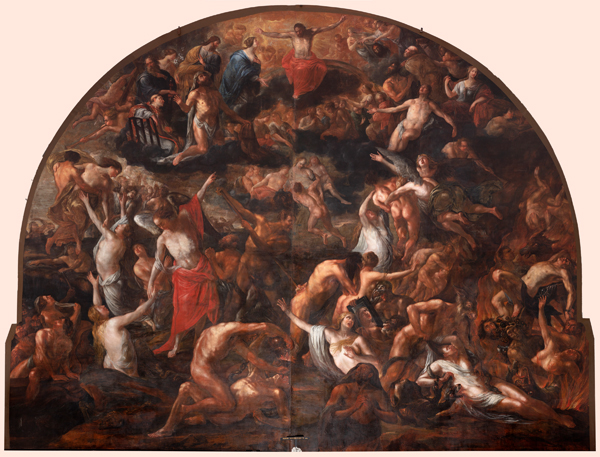
Laatste oordeel (Hendrik Herregouts)
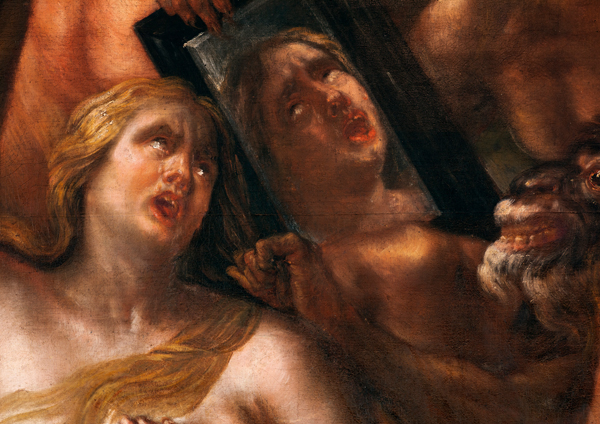
Laatste oordeel (detail)

## Guido Gezelle
Naast de barokke elementen en prachtig aangeklede kerk is voor vele bezoekers de doopvont merkwaardig. Op die plaats werd dichter Guido Gezelle gedoopt op 1 mei 1830. Hij deed in de kerk ook zijn eerste communie en na zijn priesterwijding deed hij er zijn eerste mis.

## Florimond Fonteyne
Een van de parochiepriesters op het einde van de 19de eeuw was onderpastoor Florimond Fonteyne (1856-1923), die in Brugge de rol speelde van wat Daens was in Aalst. Zijn onderpastorie op de Sint-Annaplaats was de ontmoetingsplaats van sociaal geëngageerde lieden. Bisschop Waffelaert maakte hieraan een einde door Fonteyne over te plaatsen naar de gemeente Zarren.

## Galerij

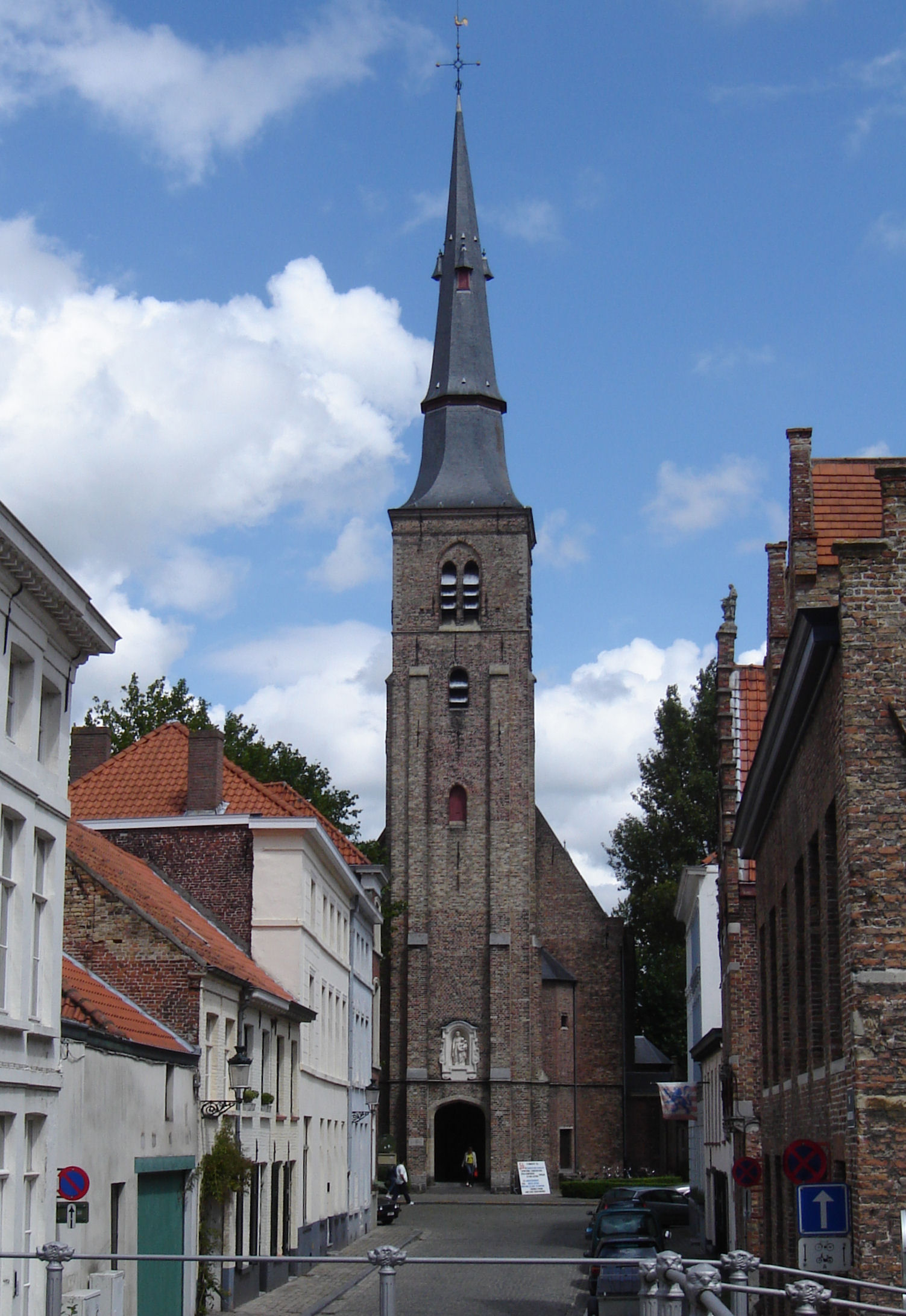
Vanuit de Sint-Annakerkstraat
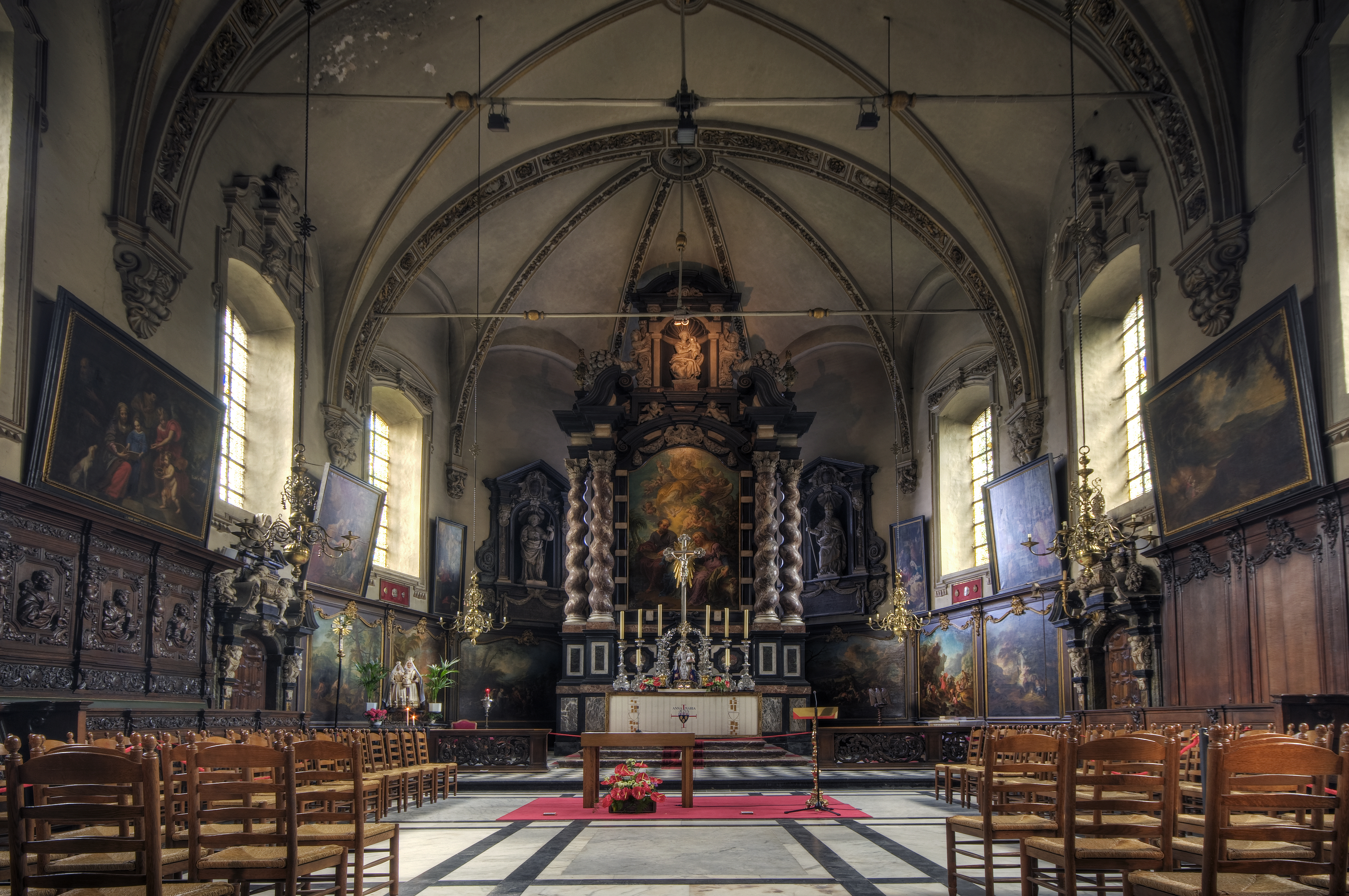
Het interieur
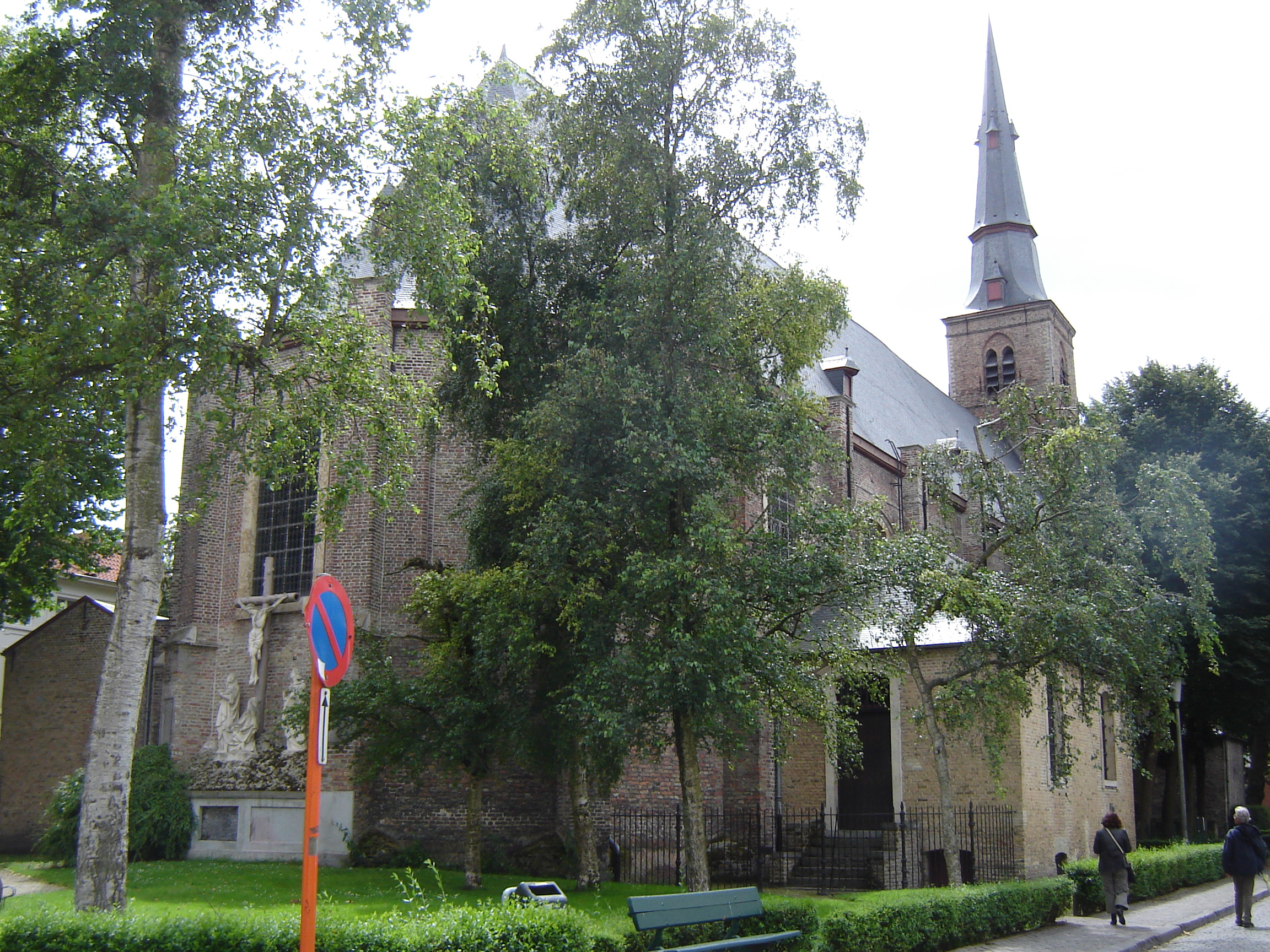
Het schip langs buiten
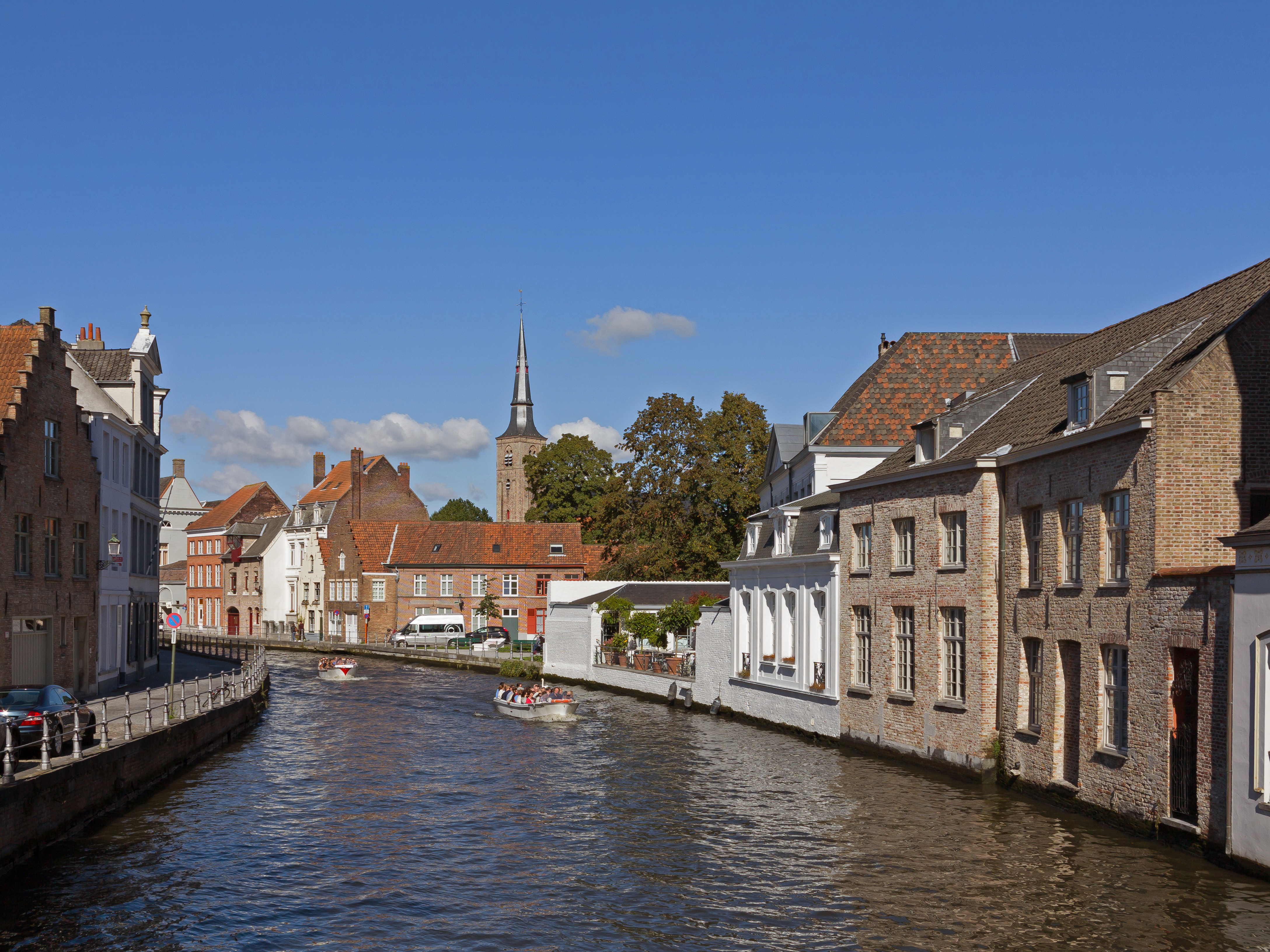
Vanaf de Molenbrug

## Voetnota
1. 1 2  De Sint-Annakerk op de Inventaris Onroerend Erfgoed